# Pál Bakó
Pál Bakó (né le 8 juin 1946 à Budapest) est un pentathlonien hongrois. Il participe aux Jeux olympiques d'été de 1972 où il remporte la médaille d'argent par équipe.

## Palmarès

### Jeux olympiques
- Jeux olympiques de 1972 à Munich,  Allemagne
  -  Médaille d'argent dans l'épreuve par équipe[1].

### Championnats du monde
- Championnats du monde de pentathlon moderne 1969
  -  Médaille d'argent dans l'épreuve par équipe.
- Championnats du monde de pentathlon moderne 1977
  -  Médaille de bronze dans l'épreuve par équipe.